# Pseudogonatodes guianensis
Pseudogonatodes guianensis är en ödleart som beskrevs av  Parker 1935. Pseudogonatodes guianensis ingår i släktet Pseudogonatodes och familjen geckoödlor. Inga underarter finns listade i Catalogue of Life.